# Chrystyna Ałczewska
Chrystyna Ałczewska ukr. Христи́на Олексі́ївна Алче́вська (ur. 4 marca 1882 w Charkowie, zm. 27 października 1931 w Charkowie) – poetka ukraińska.

## Życiorys
Urodziła się w rodzinie przemysłowca w Charkowie. Matka była nauczycielką i prowadziła szkółkę niedzielną. Chrystyna była najmłodsza z rodzeństwa. Miała czterech braci i siostrę. Po ukończeniu w 1902 roku ukończeniu gimnazjum w Charkowie kontynuowała naukę na paryskiej Sorbonie. Rok później wróciła do Charkowa i pracowała jako nauczycielka francuskiego w gimnazjum i w szkółce niedzielnej matki, gdzie mimo zakazu czytała uczniom książki ukraińskie. Współpracowała z komitetem wydawniczym Charkiwsʹkoho towarystwa hramotnosti planując napisać nowy podręcznik o literaturze ukraińskiej dla szkół.

## Twórczość
W poezji Ałczewskiej uwidacznia się związek zarówno z neonarodnictwem, jak i z modernizmem. Uprawiała głównie lirykę pejzażową i intymną, łącząc w poetyce elementy realizmu i symbolizmu. W Polsce ukazały się zbiory wierszy, m.in.: Tuha za soncem (1907), Sonce zza chmar (1910), Pisnia żyttia (1911), Mojemu kraju (1914). Ałczewska ponadto tworzyła prozę poetycką i dramaty. Wydała:
- Tuha za soncem (1907)
- Sonce z-za chmar (1910)
- Pisnia żyttia (1910)
- Wysznewyj cwit (1912)
- Pisni sercia i prostoriw (1914)
- Mojemu kraju (1914)
- Spomyny (1915)
- Mandriwecʹ (1916)